# UFC 94
UFC 94: St-Pierre vs. Penn 2（ユーエフシー・ナインティフォー：サンピエール・バーサス・ペン・トゥー）は、アメリカ合衆国の総合格闘技団体「UFC」の大会の一つ。2009年1月31日、ネバダ州ラスベガスのMGMグランド・ガーデン・アリーナで開催された。
大会メインイベントでは、UFC世界ウェルター級王者ジョルジュ・サンピエールと同ライト級王者BJ・ペンによるウェルター級タイトルマッチが行われた。

## 大会概要
メインイベントのウェルター級タイトルマッチでは、サンピエールがペンをTKOで下し、ウェルター級王座を防衛した。
総合格闘技13戦無敗同士の対決となったリョート・マチダとチアゴ・シウバのライトヘビー級戦は、リョートが1ラウンド終了間際のパウンドでKO勝ちを収めた。
ROCウェルター級王者ジョン・ハワードがUFCデビュー。

## 試合結果

### プレリミナリィカード
第1試合 ウェルター級 5分3R
○  ダン・クレイマー vs.  マット・アローヨ ×
3R終了 判定2-1（29-28、28-29、29-28）
第2試合 ライトヘビー級 5分3R
○  ジェイク・オブライエン vs.  クリスチャン・ウェリッシュ ×
3R終了 判定2-1（28-29、29-28、29-28）
第3試合 ウェルター級 5分3R
○  ジョン・ハワード vs.  クリス・ウィルソン ×
3R終了 判定2-1（29-28、28-29、29-28）
第4試合 ライト級 5分3R
○  チアゴ・タバレス vs.  マニー・ガンブリャン ×
3R終了 判定3-0（29-28、29-28、29-28）
第5試合 ウェルター級 5分3R
○  ジョン・フィッチ vs.  郷野聡寛 ×
3R終了 判定3-0（30-27、30-27、30-26）

### メインカード
第6試合 ライト級 5分3R
○  クレイ・グイダ vs.  ネイサン・ディアス ×
3R終了 判定2-1（29-28、28-29、29-28）
第7試合 ウェルター級 5分3R
－  カロ・パリジャン vs.  キム・ドンヒョン －
ノーコンテスト（薬物検査失格）
※当初の試合結果は「3R終了 判定2-1（29-28、28-29、29-28）」でパリジャンの勝利であったが、後にパリジャンの禁止されている鎮静剤使用が発覚し、試合結果もノーコンテストとなった。
第8試合 ライトヘビー級 5分3R
○  ジョン・ジョーンズ vs.  ステファン・ボナー ×
3R終了 判定3-0（30-27、29-28、29-28）
第9試合 ライトヘビー級 5分3R
○  リョート・マチダ vs.  チアゴ・シウバ ×
1R 4:59 KO（パウンド）
第10試合 UFC世界ウェルター級タイトルマッチ 5分5R
○  ジョルジュ・サンピエール vs.  BJ・ペン ×
4R終了時 TKO（コーナーストップ）
※サンピエールが王座の2度目の防衛に成功。

### 各賞
ファイト・オブ・ザ・ナイト： クレイ・グイダ vs. ネイサン・ディアス、ジョン・ハワード vs. クリス・ウィルソン
ノックアウト・オブ・ザ・ナイト： リョート・マチダ
サブミッション・オブ・ザ・ナイト： 該当者なし
各選手にはボーナスとして65,000ドルが支給された。